# Tatort: Auf dem Kriegspfad
Auf dem Kriegspfad ist ein Fernsehfilm aus der Kriminalreihe Tatort der ARD, des ORF und SRF. Der Film wurde vom MDR unter der Regie von Hans-Werner Honert produziert und am 1. August 1999 erstmals ausgestrahlt. Es handelt sich um die Tatort-Folge 418. Für den Kriminalhauptkommissar Bruno Ehrlicher und seinen Kollegen Kain ist es der 20. Fall, in dem sie in Dresden ermitteln.

## Handlung
Die Kommissare Ehrlicher und Kain werden in das Karl-May-Museum in Radebeul gerufen. Dort wurde in der Nacht der Wachmann Oliver Schmidt mit einem Tomahawk erschlagen. Schmidt war bekennender Indianerfan und hatte sich den Unmut seiner Ehefrau zugezogen, da er sich gerade bei einem teuren Indianerseminar angemeldet hatte. Die Mitglieder seines Hobby-Indianervereins siedeln auf den Elbwiesen. Dort sieht sich Ehrlicher um und erfährt, dass es zwischen den Eheleuten Schmidt schon länger kriselt. So hatte Irene Schmidt die Indianersachen ihres Mannes letztens einfach auf dem Flohmarkt verkauft, da er sich ihrer Meinung nach mehr um sein Hobby kümmerte als um sie. Zudem hat sie ein Verhältnis mit Professor Wolf Schmiedel, einem der Hobby-Indianer. Dieser wurde nachweislich mit Schmidt auf dem Museumsgelände gesehen.
Kain versucht derweil, auf dem Workshop Hinweise auf das Tatmotiv zu finden. Der echte nordamerikanische Indianerhäuptling Schwarzer Falke ist dort gerade zusammen mit seiner Schwester Alena und ihrem Freund Georg Fritsche auf großer Deutschlandreise. Der Kommissar lernt ihn und seine meditative Veranlagung kennen, allerdings hält jener nicht viel von dem „Hokus Pokus.“ Schwarzer Falke sagt ihm, dass das Opfer die Ahnen beleidigt hätte und die Geister sich deshalb gerächt hätten. Da auch der Kommissar mit seinen Nachforschungen die Geister beleidigen würde, warnt er ihn davor, weiter zu ermitteln.
Ehrlicher observiert seine beiden Hauptverdächtigen Irene Schmidt und Wolf Schmiedel. Als sie auf dem Weg zu Schmiedels Jagdhütte sind, geraten beide so massiv in Streit, dass Irene Schmidt um ihr Leben bangen muss. Das Eintreffen des Kommissars verhindert Schlimmeres und nach einem SEK-Einsatz wird Schmiedel verhaftet, der sich inzwischen widerstandslos abführen lässt. Kain findet dies seltsam und vermutet, dass Schwarzer Falke in der Lage ist, seinen Willen durch mentale Beeinflussung anderer durchzusetzen.
Inzwischen wird erneut im Museum eingebrochen. Dieses Mal werden ein Medizinbeutel eines Sioux gestohlen und das Lager durchwühlt. Der Museumsleiter erklärt, dass dieser Gegenstand nur für den ursprünglichen Besitzer, der schon über zweihundert Jahre tot ist, wichtig war und andere Indianer sich eher davon abwenden würden, als sich daran zu bereichern. Der Kriminaltechniker sichert wie schon beim ersten Einbruch Glassplitter mit Partikeln von echtem Bisonleder. So hält nun auch Ehrlicher den Indianerhäuptling für tatverdächtig und lässt ihn vorladen. Schwarzer Falke erscheint mit seiner Schwester Alena, Georg Fritsche allerdings fehlt.
Nach Ansicht des Schwarzen Falken hat sich Georg Fritsche auf der Suche nach sich selbst verlaufen. Unerwartet entführt dieser Kommissar Ehrlicher und fordert als Lösegeld eine antike Büffelmaske, die sich seit vielen Jahren im Indianer-Museum befindet. Diese Maske hatte er bereits bei den vorigen Einbrüchen stehlen wollen, was ihm jedoch nicht gelungen war. Den Wachmann erschlug er, als dieser ihn überraschte. Fritsche ist davon überzeugt und besessen, dass er die Maske den Sioux in South Dakota zurückbringen muss. Nur so könnte er endlich voll und ganz ein echter Sioux werden.
Kain will die Maske aus dem Museum holen, doch muss er feststellen, dass sie aufgrund ihres Alters kurz vor dem Zerfall steht und sich die Restaurateure schon länger vergeblich bemühen, das Teil zu retten. Der Museumsleiter erklärt, dass es eine Kopie gibt, die zurzeit bei den Theaterstücken auf der Felsenbühne in Rathen verwendet wird. Kurzerhand bestellt Kain Fritsche dorthin. Dieser hält die Maske für echt und will sie um jeden Preis. Während er allein zur Felsenbühne fährt, kann Ehrlicher befreit werden. Ehrlicher und Kain folgen Fritsche nach Rathen, wo dieser krampfhaft versucht, an die Maske zu gelangen. Er muss dazu mitten in eine Vorstellung eingreifen. Als er erfährt, dass die Büffelmaske eine Imitation ist und er sein Versprechen nicht wird einlösen können, stürzt er sich in seiner Verzweiflung von einem Felsen in den Tod.

## Hintergrund
Die Dreharbeiten erfolgten im Karl-May-Museum in Dresden, Radebeul, auf der Felsenbühne Rathen und unter der Mitwirkung der Indianistikgruppe „The Buffalos“ aus Röderau und der Landesbühnen Sachsen. Die Saxonia Media Filmproduktion GmbH produzierte die Episode vom 1. August bis zum 1. September 1998.

## Rezeption

### Einschaltquoten
Bei seiner Erstausstrahlung am 1. August 1999 wurde die Folge Auf dem Kriegspfad in Deutschland von 4,07 Millionen Zuschauer gesehen, was einem Marktanteil von 20,50 Prozent entsprach. Damit ist diese „krude Indianergeschichte“ einer der schwächsten „Sachsen-Tatorte“.

### Kritik
Die Kritiker der Fernsehzeitschrift TV Spielfilm vergaben für diesen Tatort nur eine mittlere Wertung und schrieben: „Müder Manitu-Krimi aus dem Wilden Osten.“